# Federazione sportiva
Una federazione sportiva è l'organo di governo di uno sport in un determinato ambito amministrativo o geografico (un Paese o una sua suddivisione ben identificata, una regione geografica delimitata, un continente o l'intero ambito mondiale).

## Descrizione
Il concetto di federazione sportiva si applica normalmente al governo di uno sport all'interno di uno Stato sovrano, ma possono esistere eccezioni: per esempio, in ambito calcistico, il Regno Unito — laddove dal punto di vista delle discipline olimpiche si presenta come un Paese unificato sotto la denominazione di Gran Bretagna — presenta quattro federazioni, ciascuna avente giurisdizione sul territorio dei suoi quattro Paesi costituenti (Inghilterra, Galles, Irlanda del Nord e Scozia); addirittura, nel rugby (sia a 13 che a 15) la federazione irlandese è extranazionale, perché rappresenta l'intera isola d'Irlanda, che amministrativamente è suddivisa tra Repubblica d'Irlanda e Regno Unito.
Ancora, il Comitato Olimpico Francese ha per esempio competenza sullo sport di tutto il territorio e quindi la Francia compete alle Olimpiadi come Paese unico, ma a livello calcistico e rugbistico Tahiti, pur essendo un territorio francese d'oltremare, ha sue proprie federazioni per motivi pratici, che competono a livello internazionale nella regione oceaniana.
Generalmente, non si dà compresenza di federazioni per lo stesso sport nella stessa giurisdizione; solo una di esse verrà riconosciuta a livello ufficiale.

## Obiettivi
Esistono federazioni di carattere nazionale, continentale e mondiale (internazionale) cui è demandata la gestione della disciplina in base all'area geografica di interesse. Per la partecipazione alle competizioni organizzate da una federazione, all'atleta sono richiesti il tesseramento presso la stessa e l'iscrizione ad una società (affiliata alla federazione).
Talune discipline, come ad esempio il golf, organizzano competizioni distinte per amatori e professionisti.

## Nell'Unione Europea
Alcune sentenze della Corte di giustizia dell'Unione Europea hanno stabilito che le federazioni sportive -sia delle discipline individuali che di squadra- hanno il diritto ad autoregolamentare e decidere in autonomia le modalità di selezione degli atleti ammessi a rappresentarle nelle competizioni internazionali.

Pur garantendosi un principio meritocratico e di libera circolazione dei cittadini e dei servizi, è stato rilevato che è legittima non solamente una modalità di selezione non esclusivamente basata sui risultati agonistici e su previsioni statistiche, ma anche la valutazione più completa e discrezionale da parte di tecnici e allenatori sportivi.